# Jiří Grygar
Jiří Grygar Pronunțare în limba cehăⓘ (n. 17 martie 1936, în Heinersdorf, Germania, acum Dziewiętlice, Polonia) este un astronom ceh, popularizator al științei și laureat al Premiului Kalinga (1996).

## Biografie
A studiat fizica la  Universitatea Masaryk din Brno și  astronomia la Universitatea Carolină din Praga.

## Onoruri
La 26 octombrie 1976 un asteroid din centura principală, care a fost descoperit de astronomul ceh  Luboš Kohoutek, a primit numele lui Grygar: 3336 Grygar.